# Beñat San José
Beñat San José Gil (ur. 24 września 1979 w San Sebastián) – hiszpański piłkarz, trener piłkarski, od 2025 roku prowadzi Eibar.